# Список керівників держав 593 року
Список керівників держав 593 року — це перелік правителів країн світу 593 року.
Список керівників держав 592 року — 593 рік — Список керівників держав 594 року — Список керівників держав за роками

## Європа
- Аварський каганат — Баян (562—602)
- Айлех — Колман Рімід мак Баетан (580-604)
- Айргіалла — Бекк мак Куанах (565? — 598)
- Арморика — Алан I (584-594)
- Герцогство Баварія — Гарібальд I (548/555—593/595); Тассілон I (593/595—610)
- Брихейніог — Ідваллон ап Лліварх (580—620)
- Берніція — Гусса (585—593); Етельфріт (593—604)
- Бро-Гвенед (Бретонь) — Варох II (577-594)
- король вестготів — Реккаред I (586—601)
- Вессекс — Кел (592-597)
- Візантійська імперія — Маврикій (582—602)
  - Равеннський екзархат — Роман (589-598)
- Королівство Гвент — Атруіс ап Меуріг (590—610)
- Королівство Гвінед — Белі ап Рун (580-599)
- Правитель гунів, болгар — Баян I (562-602)
- Дал Ріада — Айдан Мак Габраін (574—608)
- Дейра (королівство) — Етельрік (588-604)
- Дівед — Петрок (570—595)
- Думнонія — Геррен ап Костянтин (560-598)
- Елмет — Керетіг (590—616)
- Іберійське князівство — Стефаноз I (591—627)
- Ірландія — верховний король Аед мак Айнмуйрех (568-594)
- Кайр-Гвендолеу — Араун ап Кінварх (573—630)
- Король лангобардів — Агілульф (590-616)
  - Герцогство Беневентське — Арехіз I (591—641)
  - Герцогство Фріульське — Гізульф II (591—611)
- Морганнуг — Мербіг ап Мейріг (590—595)
- Мунстер — Федлімід мак Тігернайг (584- 590/593); до 596 — невідомо
- Пік — Дунотінґ (або Дунаут) — Дінод Міцний (525—595)
- Король піктів — Гартнарт II (584/586—597)
- Королівство Повіс — Кінан Білоногий (582-602)
- Регед Північний — Овайн (590—597); Південний — Лліварх Старий (560—608?)
- Королівство Сассекс — Кутвін (567—593); Кінебальд (593—610/620)
- Стратклайд — Ріддерх Гейл (580-613)
- Улад — Фіахне мак Баетайн (588-626)
- Уснех — Свібне мак Колмайн (574—600)
- Франкське королівство:
  - Австразія — Хільдеберт II (575-595)
  - Франкське королівство Бургундія — Хільдеберт II (592—596)
  - Нейстрія — Хлотар II (584—629)
- Швеція — Йостен (575-600)
- Святий Престол — папа римський — Григорій I (590—604)
- Вселенський патріарх — Іоанн IV Постник (582-595)

## Азія
- Близький Схід:
  - Гассаніди — Аль Ну'ман VII ібн аль-Харіт(583 — ?)
  - Лахміди — Ан-Нуман III (578(580)-602)
- Кавказька Албанія — марзпанство Персії (до 636)
- В'єтнам; Династія Рання Лі — Лі Нам Де II (571—602)
- Індія:
  - Династія Вішнукундіна — Мадхав Варма IV (573—621)
  - Західні Ганги — Мушкара (579—604)
  - Пізні Гупти — Магасенагупта (562-601)
  - Династія Майтрака — Дарасена II (570—595)
  - Раджарата — раджа Аггабодхі I (564-598)
  - Чалук'я — Кіртіварман I (566-597)
- Індонезія:
  - Тарума — Кертаварман (561—628)
- Китай:
  - Династія Суй — Ян Цзянь (581—604)
  - Туюхун (Тогон) — Муюн Шифу (591—597)
- Корея:
  - Когурьо — тхеван (король) Йонянхо (590—618)
  - Пекче — король Відок (554-598)
  - Сілла — ісагим (король) Чинпхьон (579—632)
- Паган — король Хтун Пійт (582-598)
- Персія:
  - Держава Сасанідів — шахіншах Хосров II Парвіз (591-628)
- Середня Азія — Тюркський каганат — Тулан-каган (589-599)
- Хим'яр — Масрук (587-599)
- Ченла — Бхававарман I (550—600)
- Японія — Імператор Суйко (593-628)

## Африка
- Аксумське царство — Ісраель (590—600)
- Африканський екзархат Візантійської імперії — Геннадій (591—598)

## Північна Америка
- Мутульське царство — К'ініч-Вав (562-593); до 620-х невідомо
- Баакульське царство — Іш-Йоль-Ік'наль (583-604)
- Шукуупське царство — К'ак'-Уті'-Чан (578-628)